# Конюшня (Потсдам)
Конюшнята (нем. Marstall) е архитектурен паметник, намиращ се на ул. „Брайте Щрасе“ в Потсдам.
Построена през 1685 г. от Йохан Арнолд Неринг в бароков стил като оранжерия, тя е преобразувана и разширявана няколко пъти през цялата ѝ история.
Някогашната конюшня за яздитни коне към Градския дворец е най-старата оцеляла сграда в града. Oт 1981 г. насам, сградата е дом на Потсдамския музей на филма.
- Някогашната придворна конюшня, 2012 г.
- Някогашната конюшня от птичи поглед, 2006 г.
- Днес в сградата се помещава Потсдамския музей на киното
- Гледка към конюшнята (вляво) и Градския дворец (вдясно); на заден план се вижда църквата Св. Николай; изображението е от Градината за наслада и датира между 1928 и 1944 г.
- Гледка към конюшнята (вляво) и Градския дворец и хотел „Меркурий“ (вдясно); на заден план се вижда църквата Св. Николай; изображението е от Градината за наслада, 2017 г.